# Futura
Futura, hrvatski časopis za spekulativnu fikciju, prvenstveno za znanstvenofantastičnu književnost.

## Povijest
Časopis je počeo izlaziti u listopadu 1992. u nakladi poduzeća Bakal d.o.o. iz Zagreba, kao neslužbeni nasljednik Siriusa koji je izlazio od travnja 1976. do prosinca 1989. U početku objavljuje samo strane autore, ali s dolaskom novog urednika, Krste A. Mažuranića, urednička politika se mijenja i u gotovo svakom broju se pojavljuju jedna ili dvije priče domaćih autora, što doprinosi razvoju nove generacije hrvatskih SF književnika sredinom 90-ih, među kojima se posebno ističu Marina Jadrejčić, Tatjana Jambrišak, Darko Macan i Aleksandar Žiljak.
Tijekom 2000. i 2001. godine Futura prestaje držati dotad uglavnom redovan mjesečni ritam izlaženja, te počevši s brojem 94, u srpnju 2001. izdavanje Future preuzima poduzeće Strip-agent d.o.o. iz Zagreba. Časopis redovno izlazi tijekom do 2004., no u 2005. izlazi samo šest brojeva, u 2006. tri broja, a u 2007. samo jedan, nakon čega je obustavljen bez formalne najave.

## Popis urednika
- Vlatko Jurić-Kokić (od 1. do 5. broja)
- Krsto A. Mažuranić (od 6. do 53. broja)
- Mihaela Velina (od 31. do 93. broja)
- Davorin Horak (od 94. do 116. broja)
- Milena Benini (od 117. broja)

## Vanjske poveznice
Službena stranica izdavača